# 李氏木薑子
李氏木薑子（学名：Litsea lii），又名大武山木姜子，为樟科木薑子屬下的一种小乔木，葉革質，長橢圓形，开黄色花。这种植物原产于台湾，正模标本採自北大武山，种加词是为了纪念台湾植物学家李惠林。